# Оитана (Торино)
Оитана је насеље у Италији у округу Торино, региону Пијемонт.
Према процени из 2011. у насељу је живело 77 становника. Насеље се налази на надморској висини од 244 м.